# Ambrosius Francken I.
Ambrosius Francken I. (Herentals, Antverpy, 1544–1618, Antverpy) byl vlámský malíř známý svými obrazy s náboženskou tematikou a historickými alegoriemi malovanými v pozdně manýristickém stylu. Byl prominentním členem malířské dynastie rodiny Franckenů, umělců, kteří hráli důležitou roli na vlámské umělecké scéně od konce 16. do poloviny 17. století.

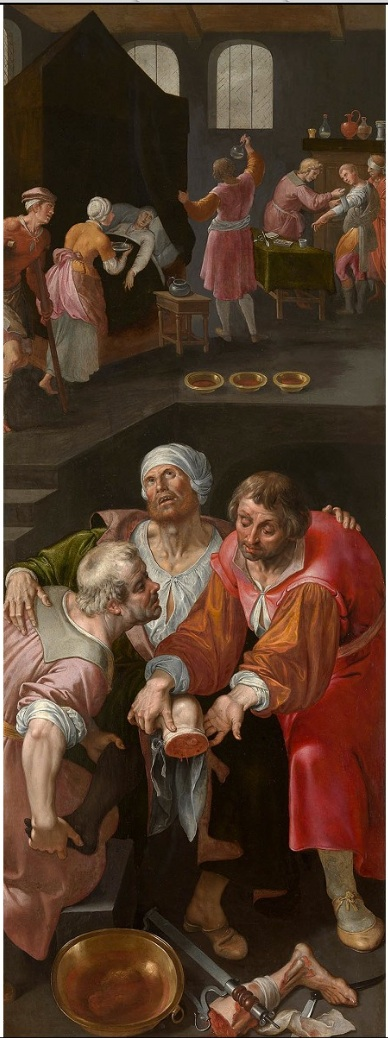
Milosrdní svatý Kosmas a Damián, olej na dřevě, 236,4 x 88,0 cm, Royal Museum of Fine Arts, Antverpy

## Životopis
Ambrosius Francken I. se narodil v městě Herentals, v provincii Antverpy. Jeho otcem byl malíř Nicolaes Francken z Herentals, který se později přestěhoval do Antverp. Jeho bratři Frans Francken I. a Hieronymus Francken I. se stali také úspěšnými malíři. Ambrosius studoval nejprve u svého otce a později u předního antverpského manýristického malíře Franse Florise.. Autor uměleckých životopisů Karel van Mander ve svém díle Schilder-boeck uvádí, že Francken žil nějaký čas v Tournai v rezidenci biskupa. Van Mander se s Ambrosiem v Tournai setkal, když on sám tam pobýval jako mladý žák v domě svého učitele Pietera Vlericka. V roce 1570 strávil Ambrosius Francken nějaký čas ve Fontainebleau.
Kolem roku 1573 byl Ambrosius zpět v Antverpách, kde se připojil k místnímu cechu svatého Lukáše. V roce 1582 byl zvolen jáhnem cechu. Umělec žil ve velmi bouřlivé době kvůli konfliktu mezi kalvinisty a katolíky v Nizozemsku. V roce 1577 si město zvolilo kalvínskou městskou radu. Ta nařídila v roce 1581 systematické odstraňování všech obrazů z místních kostelů, událost známá jako obrazoborectví. Ambrosius pravděpodobně tehdy konvertoval ke kalvinismu. Po pádu kalvinistů se město vrátilo ke katolické víře a Ambrosius se ke katolicismu opět přihlásil.

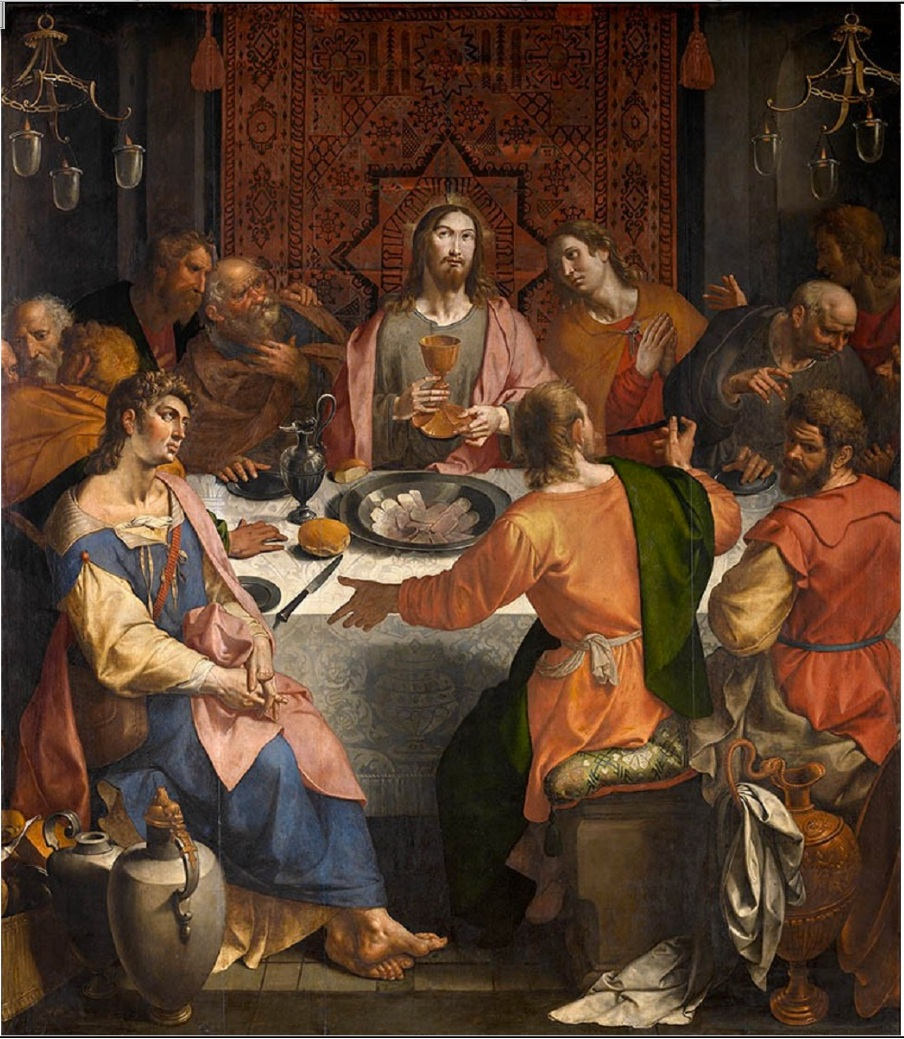
Poslední večeře, olej na dřevě, 280 × 240 cm, 16. stol., Royal Museum of Fine Arts, Antverpy

Své jméno si vytvořil jako plodný tvůrce mnoha oltářních obrazů, které nahradily ty zničené během ikonoklastických procesů. Jeho pověst umělce byla taková, že v roce 1589 byl společně s Maertenem de Vos jmenován soudcem v Gentu, aby ocenil obraz Poslední soud malíře Raphaëla van Coxcieho. Malíř se soudil s Gentem, neboť částku, kterou mu gentští nabízeli za jeho obraz pokládal za příliš nízkou. Ambrosius Francken a Marten de Vos byli také vybráni jako hlavní návrháři dekorací pro Joyeuse Entrée- slavnostní vjezd - do Antverp nově jmenovaného guvernéra Jižního Nizozemska.
Oženil se s Clarou Pickartsovou a později se stal učitelem Hieronyma Franckena II., syna svého bratra Franse Franckena I. Zemřel v Antverpách roku 1618.

## Dílo
Ambrosius Francken I. se proslavil svými obrazy s náboženskou tematikou a historickými alegoriemi. Maloval velké oltářní obrazy pro kostely v Antverpách, které nahradily mnoho uměleckých děl, která zmizela během ikonoklastického zápalu před několika desítkami let. Jeho kompozice zobrazující svalnaté postavy založené na klasických prototypech měly významný vliv na současné umělce.
Jeho styl ukazuje na vliv Martena de Vos, bohatě zahalené róby a další drobnosti. Občas spolupracoval s Abrahamem Govaertsem, do jeho krajin mu vytvářel figury.
Mnoho z jeho prací, které přežily, líčí mučednictví, téma populární v protireformačních Flandrech. Jednou z jeho důležitých zakázek byla malba triptychu pro cech holičů a chirurgů z roku 1590. Jedno z křídel triptychu zobrazuje zázraky svatých Kosmy a Damiána. Nejznámějším zázračným činem svatých bylo transplantace nohy z nedávno zesnulého Etiopana, která nahradila pacientovu vředy či rakovinu zasaženou končetinu. Na rozdíl od dřívějších ztvárnění tématu zdůrazňující božský zásah andělů svatozáří nad hlavami svatých a klidný spánek pacienta, Ambrosiova kompozice spočívá více na technice amputace a ukazuje pacienta jako obyčejnou osobu, jejíž tvář je zkreslená bolestí. Svatí nemají žádný nimbus a nemají pomoc andělů. Používají vlastní ruce a jejich nástroje leží na podlaze a jsou jasně rozeznatelné. Vyobrazení je naturalističtější než dřívější vyjádření, protože snižuje zázračnost a staví do centra pozornosti techniku operace.
Během svého kalvínského období (zhruba 1579–1585) byl Ambrosius zodpovědný za sadu rytin s názvem Osud lidstva (The Fate of Mankind), které silně kritizovaly, ba zesměšňovaly katolické duchovenstvo.
Velmi málo z jeho kreseb přežilo. Některé kresby scén z Commedia dell’arte (včetně kresby v amsterdamském muzeu), které jsou Ambrosiovi I. připisovány, jsou zajímavé a zobrazují představení, která mohl spatřit, když v 70. letech 15. století pobýval ve Fontainebleau.